# Private Detective 62
Private Detective 62 (noto anche col titolo Man Killer) è un film del 1933, diretto da Michael Curtiz.

## Trama
A Parigi, Donald Free viene colto mentre cerca di trafugare degli importanti documenti segreti statali francesi, e viene istradato verso il suo paese d'origine, gli Stati Uniti, dove giunge fortunosamente. Il Dipartimento di Stato degli Stati Uniti d'America smentisce pubblicamente le voci secondo le quali Free farebbe parte dell'organizzazione governativa. Smentisce, poi lo licenzia.
È il periodo della grande depressione, e Free cerca invano di trovare un nuovo lavoro: l'unica sua possibilità è quella di rivolgersi a Dan Hogan, un inaffidabile e pasticcione investigatore privato nel quale Free si era imbattuto al suo ritorno in America. Con uno stratagemma riesce a diventare suo socio. I primi clienti si rivolgono a loro essenzialmente per casi di infedeltà coniugale (ma Hogan non tarda a manifestare la sua scarsa o assente deontologia professionale rubando cani e incassandone poi il compenso offerto dai padroni per il loro ritrovamento), come quello riguardante i coniugi Harcourt e Helen Burns, che viene mal gestito, al solito, da Hogan.
Gli affari vanno a rilento prima che Hogan non stringa un accordo con Tony Bandor, gestore non proprio onesto di un casinò: da quel momento l'agenzia investigativa prospera e si ingrandisce, venendo a contare numerosi dipendenti, fra i quali il cocainomane Whitey, che Hogan adopera come bassa manovalanza nei casi sempre più disonesti – costruzione di false accuse, e simili – che egli tratta inizialmente ad insaputa del socio.
Janet Reynolds, nubile, appartenente all'alta società, è baciata dalla fortuna: ultimamente ha vinto cifre favolose alla roulette della sala da gioco di Bandon, che si rivolge a Hogan affinché faccia in modo che la giovane non riscuota le vincite. Hogan incarica Free di sorvegliare Janet, senza spiegarliene il motivo: Free non solo non scopre nulla di disdicevole al proposito di lei, ma fra i due nasce l'amicizia e forse anche qualcos'altro. Fra le amiche di Janet c'è Helen Burns, che le rivela che Free è un investigatore privato. Free non nega; Janet è sorpresa e delusa: era convinta che la loro fosse una relazione sincera, piuttosto che una forma di pedinamento. Il rapporto subisce perciò un periodo di pausa.
Janet sarebbe partita di lì a poco per l'Europa, e intendendo riscuotere le sue vincite si reca da Bandon, che apre la cassaforte e ne estrae il denaro dovuto. Hogan aveva un piano per "incastrarla": a insaputa di Janet, le cartucce del revolver di lei erano state sostituite con munizioni a salve; quando la giovane, a casa di Bandon, è assalita – secondo copione - da quest'ultimo, per difendersi gli spara. Bandon cade, fingendosi morto, e Janet, in preda al panico, lascia l'appartamento. Bandon si rialza, telefona a Hogan comunicandogli la riuscita del piano. A quel punto una mano armata sbuca da una tenda della porta-finestra e fa fuoco, uccidendo Bandon, per poi derubarlo dell'ingente somma.
Janet è convinta di aver ucciso Bandon, non foss'altro che per legittima difesa. Hogan, al quale Janet si rivolge raccontandogli gli avvenimenti, le racconta che qualcuno della gang di Bandon l'avrebbe vista lasciare la casa dopo l'omicidio, e le chiedeva danaro per tacere e non rivolgersi alla polizia. Janet sta per firmare un assegno, quando sopraggiunge Free. Egli aveva svolto delle rapide ed efficaci indagini e – come espone a Janet e a Hogan – aveva appurato che l'omicida era Whitey, ed il mandante proprio Hogan. La polizia, allertata da Free, li arresta.
Progetti di matrimonio fra Janet e Free, reintegrato al suo posto di lavoro al Dipartimento di Stato.

## Personaggi
Il personaggio di Donald Free è stato ideato dallo scrittore Raoul Whitfield, che lo fa comparire in tre racconti pubblicati sul pulp magazine Black Mask nel corso del 1932: Man Killer, Walking Dynamite e Blue Murder.

## Produzione
Le riprese - completate in 21 giorni ad un costo di 260000 dollari -  sono state effettuate ai Warner Bros. Studios di Burbank (California). I titoli di lavorazione erano Private Detective e Man Killer. La pellicola, per l'uscita americana, constava di 8 rulli.
Il film fa parte di quella stagione del cinema americano che si estende dal 1930 al 1934, denominata pre-code, in quanto – nonostante fosse stato ufficialmente adottato sin dal 1930 dalla Motion Picture Association of America - non era ancora entrato effettivamente in vigore il cosiddetto Codice Hays, che in seguito avrebbe esercitato una più stretta censura sulle produzioni cinematografiche. Esempi di rilassatezza etica in Private Detective 62 sono la disinvoltura con cui si trattano i temi delle relazioni extraconiugali, del gioco d'azzardo e della droga.
Nel trailer del film del 1971 Ispettore Callaghan: il caso Scorpio è tuo! viene mostrato uno spezzone di Private Detective 62.

## Colonna sonora
Nel film viene eseguita la canzone Is'n It Romantic, di Rodgers e Hart, già utilizzata nel musical del 1932 Amami stanotte.

## Distribuzione
Distribuito dalla Warner Bros. Pictures, il film è uscito nelle case cinematografiche statunitensi il 10 giugno 1933.
Private Detective 62 è stato edito in DVD nel 2013 dalla Warner Home video ("William Powell at Warner Bros.").

## Accoglienza
Sul Film Daily dell'8 luglio 1933 si legge: "William Powell in un suo ruolo tipico che gli offre molte possibilità, ma la trama è di tipo stereotipo, salvata da alcune situazioni drammatiche che mantengono vivo l'interesse."
Variety, nel numero dell'11 luglio dello stesso anno, commenta: "William Powell e Margaret Lindsay offrono interesse e attrattiva, ed è presente una moderata dose di divertimento, ma, per la maggior parte, la trama di Private Detective 62 non è convincente. (…) Mentre si svolge sullo schermo il film appare episodico e disconnesso. William Powell svolge un lavoro ammirevole, nei momenti di commedia e altrove, ma la maggior parte dell'azione è così implausibile che limita la soddisfazione che gli spettatori avrebbero tratto da Powell se la storia fosse stata maggiormente curata. Fra gli elementi irrisolti è da dove vengano le cifre 62 che figurano nel titolo del film (…)"
Il redattore del Motion Picture Herald, in data 15 luglio 1933, riporta: "Scorrevole e delicato. William Powell non solo ha una nutrita schiera di ammiratori, ma in questo caso ricopre l'interessante ruolo di un detective intelligente (…) con, come protagonista femminile, la bella attrice di formazione inglese Margaret Lindsay, forse ancora non largamente conosciuta, ma in un'interpretazione che servirà ad accrescere la sua futura fama. (…) È un film vivace, ricco d'azione, credibile, e vendibile: manca forse un po' di intensità ma è uno spettacolo buono, grazie principalmente all'interpretazione sciolta di Powell."